# British-European-Airways-Flug 706
Am 2. Oktober 1971 stürzte eine Vickers Vanguard auf dem British European Airways-Flug 706 über Belgien ab. Alle 63 Personen an Bord kamen ums Leben. Der Absturz der zwölf Jahre alten Maschine wurde durch korrosionsbedingte Schäden am hinteren Druckschott verursacht.

## Unfallhergang
Die viermotorige Maschine der British European Airways (BEA) hob um 09:34 Uhr (UTC) von der Startbahn 28L des Flughafens London-Heathrow in Richtung Salzburg ab. Um 10:04 Uhr befand sich das Flugzeug in seiner Reiseflughöhe von 5790 Metern (19.000 Fuß) über Belgien und passierte das Drehfunkfeuer (VOR) Wulpen. Knapp fünf Minuten später, um 10:09:46 Uhr, empfing die Flugsicherung in Brüssel-Zaventem einen Notruf der Besatzung („we are going down, 706, we are going down“). Sekunden später folgten mehrere Mayday-Rufe, wobei gleichzeitig die Stimmen von zwei Besatzungsmitgliedern zu hören waren, sowie Mitteilungen, dass das Flugzeug senkrecht abstürze und außer Kontrolle sei („we are going down vertically“ und „out of control“). Die Fluglotsen hörten dabei gleichzeitig über Funk ein Anschwellen der vier Rolls-Royce-Turboprops. Laut Augenzeugen fiel die Maschine mit der Nase voran wie ein Stein vom Himmel, wobei sie langsam um die Längsachse rotierte. Das Flugzeug schlug um 10:10:40 Uhr in einem Feld auf und hinterließ einen sechs Meter tiefen Krater im Boden. Die über 11 Tonnen Kerosin verursachten einen Flächenbrand. Alle 63 Menschen an Bord kamen ums Leben. Unter ihnen waren der österreichische Rechtsphilosoph René Marcic und dessen Frau Blanca Marcic. Der Beifahrer eines an der Absturzstelle vorbeifahrenden Autos wurde durch ein umherfliegendes Trümmerteil verletzt.

## Unfallursache
Der Absturz war auf den Abriss beider Höhenleitwerksflächen zurückzuführen, wodurch es unmöglich wurde, die Maschine zu steuern. Beide Flossen des Leitwerks sowie die an ihnen befestigten Höhenruder wurden in einiger Entfernung von der Absturzstelle gefunden. Der Grund für das strukturelle Versagen war eine Durchrostung am unteren Teil des hinteren Druckschotts der Kabine. Während des Fluges gab die korrodierte Stelle nach, so dass die unter Druck stehende Kabinenluft schlagartig durch ein 48 cm großes Loch in den Leitwerksbereich strömte und dessen Hülle deformierte. Infolge der Deformation und der inneren Beschädigungen trennte sich das Höhenleitwerk beidseitig vom Rumpf, wodurch die Maschine augenblicklich über die Nase abkippte und in einen fast senkrechten Sturzflug überging. Die Korrosion des Druckschottes wurde vermutlich durch ausgetretene Flüssigkeiten verursacht, die aus der angrenzenden Bordtoilette stammten. Bei einer sofortigen Überprüfung aller Vickers Vanguards der BEA wurden ähnliche Rostansätze bei acht weiteren Maschinen festgestellt. Als Konsequenz wurde die Zugänglichkeit zu diesem Rumpfbereich verbessert und die Wartungsfrequenz erhöht.

## Ähnliche Flugunfälle
Infolge von Korrosion und/oder Materialermüdung verunglückten auch:
- Aloha-Airlines-Flug 243
- China-Airlines-Flug 611
- Far-Eastern-Air-Transport-Flug 103
- Japan-Air-Lines-Flug 123